# Concurso de Saltos de Santander
El Concurso de Saltos de Santander fue un Concurso de Saltos Internacional que se celebraba cada verano en Santander, Cantabria (España), reconocido por la Federación Ecuestre Internacional (FEI). Se trataba de uno de los eventos deportivos más antiguas de España, cuyos orígenes se remontan al año 1905, siendo oficial la competición desde 1916. La última edición fue en 2021. 

## Historia

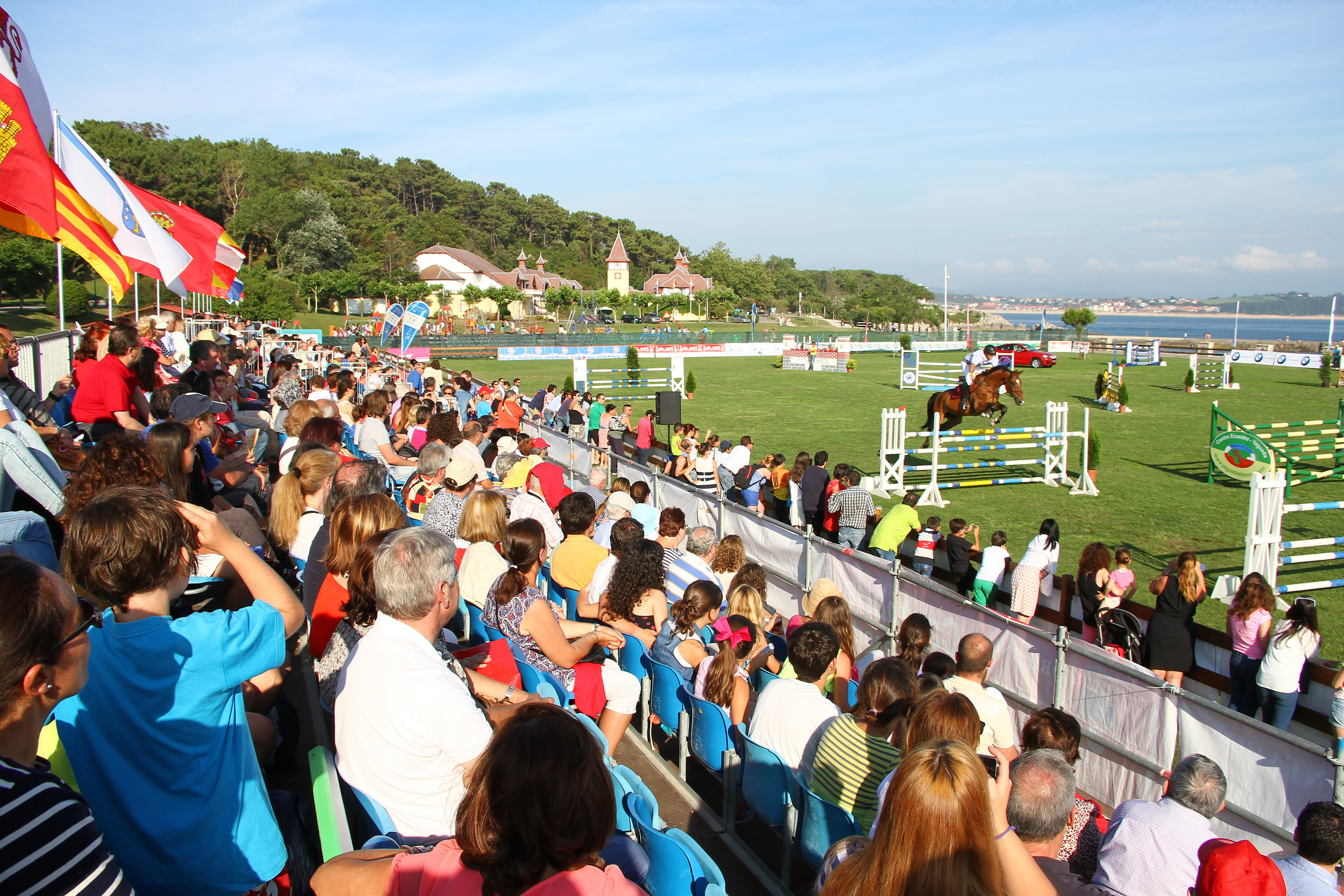
La Magdalena acoge cada verano el Concurso de Saltos de Santander.

Desde comienzos del siglo XX se organizan pruebas de hípica en la capital cántabra. La primera edición de un concurso hípico data del año 1905, fecha en la que se celebró un concurso en la plaza de toros de Cuatro Caminos. Ya en 1906 el escenario se trasladó a la Campo de Polo de La Magdalena, conocido en la actualidad como la Campa de La Magdalena. Con el ya inexistente hipódromo de Bellavista y el campo de polo que durante años acogió La Magdalena, Santander era escenario de numerosos acontecimientos hípicos a principios de siglo.
En el año 1916 fueron los antiguos Campos del Sport de El Sardinero los que acogieron el primer concurso oficial, de categoría nacional, con la presencia de miembros de la Familia Real española y organizado por la Sociedad Hípica Montañesa, con su presidente, Ricardo Ruiz Pellón, a la cabeza. 
Aprovechando la gran dimensión del desaparecido Campo de Polo, inaugurado el 2 de agosto de 1915, a partir del año 1934, el concurso más importante de Santander retorna a su ubicación actual en La Magdalena. En esta edición, y tras varios años sin pruebas hípicas, contó con un éxito brillante, tanto por participación como por la numerosa asistencia de público santanderino. El regreso de la hípica a la capital cántabra fue gracias a la Sociedad de Amigos del Sardinero y con la cooperación de entusiastas locales de este bello deporte.
En la edición de 1934 participaron los más destacados jinetes militares de España y Portugal, que venían tras cosechar diferentes triunfos en concursos internacionales, y algunos, entre ellos, de participar en los Juegos Olímpicos de Ámsterdam 1928, incluido el cántabro y campeón olímpico por equipos, Julio García Fernández de los Ríos. En las pruebas de inauguración de la Semana Hípica de Santander, que comenzó el 15 de agosto del citado año, el triunfo fue de Manuel Soto con "Revocable", tras un tiempo de 50 segundos y ningún derribo. Durante estas jornadas, una de las pruebas fue el Memorial Adolfo Botín Polanco, destacado jinete y héroe militar que murió en la campaña de África de 1924.
A partir de 1940 cuando, con la colaboración del Ayuntamiento de Santander, se consolida como una prueba importante dentro del calendario nacional. Desde entonces, por la península han desfilado los mejores jinetes y caballos de la historia española así como las diferentes generaciones de la Familia Real. De hecho, la Infante Doña Elena de Borbón participó en la edición de 1995. En el año 1952, el concurso mejora y dota de pruebas económicas para los ganadores (5.300 pesetas para el ganador de la prueba mediana, 6.200 pesetas y objetos de arte para el ganador del Gran Premio).
Durante la década de los años 70, el Concurso de Saltos de Santander fue organizado por la desaparecida Sociedad Hípica de Santander, bajo el liderazgo de su presidente José Luis Terán Cieza (que fue también presidente del Real Racing Club en 1963) y de los coroneles militares de caballería Alfredo Bringas Chave y Luis Pradal Barturén. La Sociedad Hípica de Santander fue fundada en el año 1948 y en el año 1979 tuvo que abandonar su sede en La Magdalena, tras pasar todo el Palacio y su entorno al patrimonio municipal del Ayuntamiento de Santander.
Desde esta década de los 70, el Concurso de Saltos de Santander se ha venido disputando de manera casi consecutiva en la campa de La Magdalena, sin prácticamente suspensión (salvo alguna prueba por lluvia), y solo hubo traslados puntuales de ubicación. En año se hizo en la finca militar ‘La Remonta’, que por aquel entonces, formaba parte de la Cría Caballar y Depósito de Sementales del Gobierno de España. Durante dos ediciones, se realizó en el Regimiento de Infantería Valencia 23 ABQ, donde en la actualidad, está situado el campo de fútbol Uco Alciturri, conocido popularmente como campo de fútbol del Regimiento. En 1988, y bajo la alcaldía de Manuel Huerta, el Concurso de Saltos se realizó en la Virgen del Mar, tras no autorizar el Ayuntamiento a la Sociedad Hípica su organización en La Magdalena.
En el año 1975, el Concurso de Saltos de Santander comienza a acoger a un importante número de jinetes internacionales llegados en su mayoría de Francia y Portugal. Coincidiendo con la ‘Revolución de los Claveles en Portugal, participan en La Magdalena, dos de los jinetes más laureados la historia, Francisco Caldeira y Manuel Malta da Costa, firmando espectaculares recorridos en la capital cántabra, que siguen siendo recordados por los aficionados más veteranos en la actualidad.
Durante estos años, había dos concursos hípicos de una semana, con el jueves de descanso, uno en julio y otro en agosto, siendo el primero de máxima categoría nacional (A), mientras que el segundo, era de categoría media (B). Posteriormente, se pasaron a hacerse dos concursos de dos semanas en los meses de agosto; ambos desde el miércoles de la primera semana hasta el jueves de la segunda. El Concurso comienza a tener una importante relevancia y seguimiento nacional dada la calidad de sus participantes. Para hacer viable la organización del concurso, la Sociedad Hípica de Santander establece un precio simbólico para la asistencia de público a la grada.
Tras la desaparición de la Sociedad Hípica de Santander, y tras tres ediciones sin organizarse (1990, 1991 y 1992), el Ayuntamiento de Santander se hacerse cargo de la organización del concurso junto con la Federación Cántabra de Hípica en el año 1993 y la campa de la Magdalena vuelve a acoger su tradicional concurso nacional, de máxima categoría (A), durante los días 10, 11 y 12 de septiembre. La recuperación de la competición hípica en Santander fue gracias a la colaboración de Rafael de la Sierra, Concejal de Deportes del Ayuntamiento de Santander; Luis Morante Sánchez, director del Instituto Municipal de Deportes; Manuel Alonso Lavín, presidente de la Federación Cántabra de Hípica y Luis Fernández Areiza, como responsable deportivo. La implicación de personas como Alfonso Borragán, Marcos Doce y José Luis Saiz resultó de gran importancia, junto con el patrocinio principal de Caja Cantabria. El concurso contó con un alto nivel deportivo y con la participación de jinetes de la talla de Alberto Honrubia, olímpico en Los Ángeles, Juan Antonio Devit, Marcel Menéndez y Francisco Rodríguez Rondero. Durante estos años, el concurso pasa a un formato más compacto y acorde a los tiempos, con tres días de duración (de viernes a domingo).
En el concurso del año 1995 se instalaron por primera vez unas casetas para hacer apuestas deportivas populares en el Concurso de Saltos de Santander. Una tradición ya asentada y que se mantiene hasta la actualidad, siendo un éxito en cada edición.
En el año 1999 el Concurso de Saltos de Santander hace historia y estrena la categoría de Internacional, reconocido de forma oficial por la Federación Ecuestre Internacional (FEI), bajo el liderazgo de la sociedad la sociedad Equigest La Magdalena impulsada por el jinete cántabro Pablo García Piqueres y del donostiarra Álvaro Arrieta Konyay, junto con la fuerte implicación del Concejal de Deportes del Ayuntamiento de Santander y gran apasionado del concurso hípico, José Manuel Riancho Palazuelos. Más de 150 personas trabajaron en esta primera e histórica edición. De esa cifra, aproximadamente un centenar fueron voluntarios (jóvenes jinetes y amazonas de Cantabria, y sus familiares) que presentaron su colaboración para hacer realidad un sueño común del deporte hípico en Cantabria. En el comité organizador estaban también Juan Miguel Febrer Riu, Francisco Villalón Bravo, Ramón Montero Sainz, Julio Gónzalez Robinson,  Juan Cortiguera Ruiz, José Alonso Sánchez, Javier Domínguez Serrano, Samuel Romeo Maza, Gonzalo Rosáenz Cabanas, Luis Terán Setién, Pedro Villate Pellón, José Manuel Armas Muñoz, José Manuel Movellán Mazorra, Clara Rosáenz Laiz, Ignacio Valle López-Dóriga y Antonio Muñiz Liaño. 
En esta primera edición internacional de 1999, el jinete Juan Cortiguera Ruiz fue el cántabro más destacado, junto con Javier López-Arostegui. Cayetano Martínez de Irujo con "Davinci" fue el ganador del primer Gran Premio del Concurso de Saltos Internacional patrocinado por la marca relojera suiza Hublot, una prueba que fue retransmitida en directo por La 2 de TVE (la prueba fue aplazada por fuerte viento del sábado 7 de agosto al domingo 8 de agosto) y dotado de un premio en metálico de 1.000.000 de pesetas (en total, el concurso repartió en su primera edición internacional 9.011.000 millones de pesetas). Santiago Varela Ullastres fue el jefe de pista, junto con Ramón Muñoz de las Casas y Alfonso Bringas Velasco. 
El concurso contó con el importante respaldo de firmas comerciales como BMW, Frigo, Iberia, El Corte Inglés, Caja Cantabria, Aguas de Corconte, entre otros.
En los años posteriores, el concurso continuó creciendo en el calendario internacional, primero y hasta el 2003 bajo la organización de la filial española de la multinacional Octagon (Octagon Esedos, sociedad que estaba participada por Motor Press Ibérica, dueña de la Revista Ecuestre) y a partir de 2004 bajo la dirección de Oxer Sport, empresa especializada en la gestión de competiciones hípicas internacionales.
Jinetes y amazonas llegados desde todos los puntos del mundo (Francia, Alemania, Brasil, Canadá, Ecuador, Estados Unidos, Gran Bretaña, Irlanda, México, Portugal, Turquía, Emiratos Árabes…) han competido en Santander en la primera década del siglo XXI, aprovechando el prestigioso circuito internacional del norte de España que se organizaba junto con los internacionales de La Coruña y San Sebastián (en el 2012 fue su última edición).
Una de las tradicionales pruebas en el Concurso de Saltos Internacional de Santander era la prueba de potencia de seis barras. El récord de altura de la prueba (2,02 metros) fue en la edición del 2007, conseguida por el jinete asturiano Marcos Díaz con "Inuendo D'Anchin", que superó el registro de la amazona aragonesa Pilar Lucrecia Cordón, que había saltado 1,95 metros en la edición de 2003. Durante estos años, además del concurso internacional, La Magdalena acogió el Campeonato Cantabria de Saltos en el año 2008 y una sede de la Pessoa Junior Cup (2004)
En el año 2013, la empresa organizadora del Concurso de Saltos Internacional de Santander anuncia en el mes de mayo, que debido a la crisis económica, y la fuerte caída de patrocinadores, el Concurso de Saltos Internacional de Santander se suspende.
Al igual que a principios de los años 90 y con el fin de no perder el concurso, el Ayuntamiento de Santander propone a la Federación Cántabra de Hípica (FCH) la organización del Concurso de Saltos, pasando a la categoría nacional. En menos de un mes, el concurso consigue salir adelante, manteniendo la misma estructura del internacional y logra récord de participación y caballos, con más de 200 salidas a pista durante cada jornadas. Durante cuatro ediciones (2013, 2014, 2015 y 2016), el concurso fue organizado por la institución cántabra, gozando de un gran éxito, con listas de espera para poder competir en La Magdalena, y con la destacada participación de jinetes y amazonas llegados de diferentes puntos de la geografía española (País Vasco, Asturias, Galicia, Madrid, Castilla y León, Navarra, Aragón, La Rioja, Cataluña y Cantabria). Además, la FCH fomentó pruebas amateur para hacer cumplir el sueño de una joven generación de competir en un escenario único y reconocido de forma mundial. Estas cuatro ediciones fueron posible gracias a la implicación de personas vinculadas a la hípica cántabra como Roberto Laherrán Fernández, Pedro Villate Pellón, Alfonso Bringas Velasco, José María Rodríguez Díaz-Sarabia, Pablo Lanza Postigo, la familia Movellán y familia Pulito, entre otros, además de la colaboración de todos los clubes federados de Cantabria.
En el año 2017, el concurso regresa a la categoría internacional de dos estrellas con el triunfo de Kevín González de Zárate en el Gran Premio. El comité organizador anunció el 29 de abril que la edición del 2020 se suspendía debido a la crisis sanitaria del Covid-19.
En el 2021 la competición hípica internacionall regresa a la campa de La Magdalena con la participación de 65 jinetes y amazonas y 100 caballos. Una edición que supuso un gran esfuerzo después de un año complicado por el covid-19 y la posterior pandemia equina que paralizó la competición ecuestre en toda Europa durante los meses de marzo y abril debido a un brote de rinoneumonitis equina. El concurso cumplió rigurosamente con el protocolo de prevención de la Covid-19 y el aforo se vio reducido por dicho motivo. Durante esta edición se puso en marcha el Memorial José Manuel Riancho, en homenaje a uno de los grandes impulsores del paso del concurso a la categoría internacional, que falleció en 2019. La organización también realizó un emotivo homenaje a Alfredo Bringas Velasco, persona muy vinculada históricamente al concurso que falleció en 2020.
El 26 de mayo de 2022, la empresa organizadora Oxer Sport confirmó la suspensión del concurso internacional debido a las pérdidas económicas acumuladas en los últimos años y a la limitada implicación del Ayuntamiento de Santander. La Concejalía de Deportes, gestionada en el 2022 por el partido político Ciudadanos, con Felipe Pérez Manso como concejal de Deportes y  Javier Ceruti como portavoz municipal, fue criticada por disminuir el apoyo a este evento deportivo centenario y que generaba un importe impacto económico para la ciudad cada verano.
En julio de 2022, el concurso del Club Hípico Heras, hasta entonces de categoría nacional, tomó el relevo de La Magdalena. Los días 1, 2 y 3 de julio, organizó su primer concurso internacional, con la participación de 135 jinetes y amazonas.

## Ganadores del Gran Premio
| Año  | Jinete                     | Caballo                | País         | Categoría        |
| 1999 | Cayetano Martínez de Irujo | "Davinci"              | España       | Internacional 2* |
| 2000 | Cristino Torres García     | "Danseur de Caverie"   | España       | Internacional 2* |
| 2001 | Suspendido por la lluvia   |                        |              | Internacional 2* |
| 2002 | Jesús Garmendia Echevarría | "Espoir de la Haye"    | España       | Internacional 2* |
| 2003 | Dion Van Groesen           | "Lingotto"             | Países Bajos | Internacional 2* |
| 2004 | Luis Álvarez Cervera       | "Espoir du Puits"      | España       | Internacional 2* |
| 2005 | Jerome Gachignard          | "Ismailia de Lormette" | Francia      | Internacional 3* |
| 2006 | Graham Lovegrove           | "Huron des Gerbaux"    | Reino Unido  | Internacional 3* |
| 2007 | Piet Raijmakers            | "Now or Never"         | Países Bajos | Internacional 3* |
| 2008 | Jesús Garmendia Echevarría | "Malice des Bergeries" | España       | Internacional 3* |
| 2009 | Rob Hoekstra               | "Remus 194"            | Reino Unido  | Internacional 2* |
| 2010 | Olivier Robert             | "Nefertiti de Safray"  | Francia      | Internacional 2* |
| 2011 | Robert Maguire             | "Zidane"               | Reino Unido  | Internacional 2* |
| 2012 | Julio Arias Cuevas         | "Quinai Des Chayottes" | España       | Internacional 2* |
| 2013 | Iván Serrano Saéz          | "Al Paccio"            | España       | Nacional 2*      |
| 2014 | Iván Serrano Saéz          | "Adea"                 | España       | Nacional 3*      |
| 2015 | Iván Serrano Saéz          | "Dimas del Pomar"      | España       | Nacional 2*      |
| 2016 | Rocío Lázaro Alonso        | "Ebro"                 | España       | Nacional 2*      |
| 2017 | Kevin González de Zárate   | "Urbain des Grezils"   | España       | Internacional 2* |
| 2018 | Diego Pérez Bilbao         | "Helios"               | España       | Internacional 2* |
| 2019 | Kevin González de Zárate   | "Atlantic Z"           | España       | Internacional 2* |
| 2020 | Suspendido por la Covid-19 |                        |              |                  |
| 2021 | Iván Serrano Saéz          | "Rainman"              | España       | Internacional 2* |